# 793

## Nașteri
- dată necunoscută: Ennin  (d. 864)
- dată necunoscută: Theophilaktos (asociat)  (d. 849)